# Joseph Jean Baptiste Neuberg
Joseph Jean Baptiste Neuberg (1840-1926) va ser un matemàtic belga, d'origen luxemburguès.
Neuberg va fer els seus estudis secundaris al Ateneu de Luxemburg (1853-1859) rebent unes qualificacions extraordinàries en totes les branques. El 1859 va ingressar a la universitat de Gant on es va graduar en ciències el 1862. Els anys següents va ser professor de secundària a Nivelle, Arlon i Bruges, fins que el 1878 va ser destinat al Ateneu Reial de Lieja, on també donava classes a l'Escola de Mines. El 1884 va ser nomenat, finalment, professor de la universitat de Lieja on va exercir fins al 1911 en que ser nomenat professor emèrit.
Les recerques de Neuberg va centrar-se fonamentalment en la geometria del triangle. A ell es deuen el teorema de Neuberg i la desigualtat de Neuberg-Pedoe, que va ser desenvolupada pel matemàtic Dan Pedoe el 1941.
Va ser fundador i editor de les revistes Nouvelle Correspondance Mathèmatique (editada entre 1874 i 1880 amb Paul Mansion i Eugène Catalan) i de Mathesis (editada amb Paul Mansion, primer, i amb Adolphe Mineur a partir de 1926); aquesta revista es va deixar de publicar el 1965.